# 沙普蒂扎
沙普蒂扎（法語：Chaptuzat，法語發音：[ʃaptyza]）是法国多姆山省的一个市镇，属于里永区。

## 地理
沙普蒂扎（46°1'55"N, 3°10'41"E）面积8.24 平方千米，位于法国奥弗涅-罗讷-阿尔卑斯大区多姆山省，该省份为法国中南部省份，北起阿列省接壤，东临卢瓦尔省，南至上盧瓦爾省和康塔爾省，西接科雷兹省和克勒兹省。
与沙普蒂扎接壤的市镇（或旧市镇、城区）包括：艾格佩斯、阿尔托讷、圣阿古兰、旺萨。

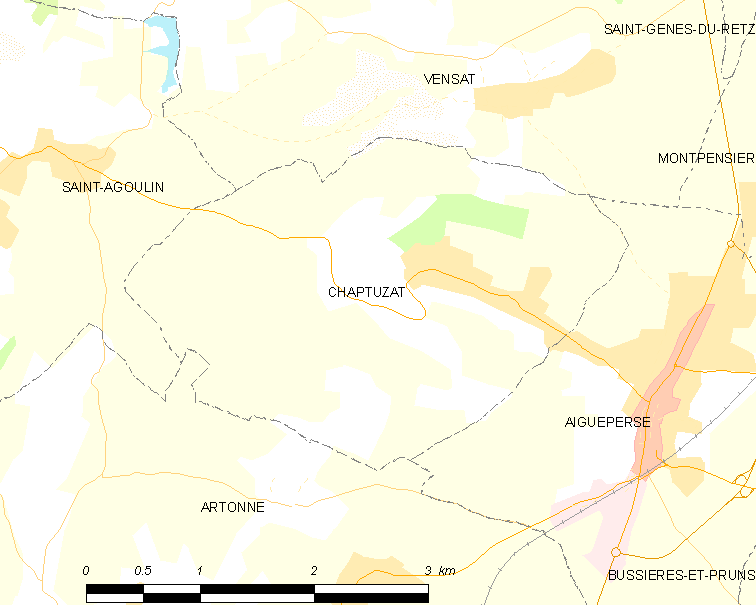
沙普蒂扎的OSM定位图

沙普蒂扎的时区为UTC+01:00、UTC+02:00（夏令时）。

## 行政
沙普蒂扎的邮政编码为63260，INSEE市镇编码为63090。

## 政治
沙普蒂扎所属的省级选区为艾格佩斯县。

## 人口

1962-2008年间沙普蒂扎人口变化图示

沙普蒂扎于2022年1月1日时的人口数量为492人。